# Tom Parker
Tom Parker, również „Pułkownik” Thomas Andrew Parker, właśc. Andreas Cornelis van Kuijk (ur. 26 czerwca 1909 w Bredzie, zm. 21 stycznia 1997 w Las Vegas) – amerykański impresario, przedsiębiorca, menedżer Elvisa Presleya.
Przez wiele lat przekonywał, że urodził się w USA, lecz tak naprawdę urodził się w Bredzie i miał holenderskich rodziców. Jako menadżer Presleya przyczynił się do jego zadziwiającej i błyskotliwej kariery. Okazywał bezwzględne poświęcenie swojemu klientowi. Zrobił z niego supergwiazdę, biorąc jednocześnie znacznie więcej niż tradycyjne 10% z jego zarobku (dochodząc do 25% i aż 50% pod koniec życia Elvisa).

## Życiorys

### Młodość
Urodził się i wychowywał w Holandii jako jedno z jedenaściorga dzieci państwa Adama i Marii Kuijków. Jego ojciec był żołnierzem, a matka zajmowała się handlem obwoźnym. Rodzice i znajomi mówili na niego „Dries”. Jako dziecko nie cierpiał szkoły i notorycznie uciekał na wagary, cenił sobie wolność i nieograniczoną swobodę. Uwielbiał też cyrk, który corocznie przyjeżdżał do miasteczka, więc gdy tylko mógł, zatrudniał się w nim do prostych prac.
Kiedy w 1925 umarł jego ojciec, postanowił wyjechać do swojego wuja, który mieszkał w Rotterdamie. Tam imał się różnych zajęć. W porcie nieraz wślizgiwał się na statki płynące do Anglii. W końcu dostał się na statek płynący do Stanów Zjednoczonych, dotarł tam po 11 dniach. Po roku wrócił do Holandii, by odwiedzić swoją matkę. Szybko jednak postanowił ponownie wyjechać do USA, więc w Rotterdamie zatrudnił się jako majtek na statku. Dopłynął tam w maju 1929. Będąc nielegalnym imigrantem i w dodatku bez pieniędzy, udał się do Atlanty, by tam wstąpić do wojska. Mimo że nie był obywatelem USA i nie miał żadnych dokumentów, udało mu się wstąpić do armii. W wojsku stacjonował w bazie na Hawajach, którą dowodził kapitan Tom Parker.
Po odbyciu dwuletniej służby przyjął imię Toma Parkera jako swoje własne. Z nową tożsamością udał się do Pensacoli na Florydzie, tam zamierzał dołączyć do jakiegoś cyrku i podróżować po kraju. Nie występował jednak na scenie, lecz zajmował się sprzedażą hot dogów i waty cukrowej, rozklejał też plakaty i rozdawał ulotki. Po kilku latach odszedł z cyrku i zaczął sprzedawać zdjęcia gwiazd sportu oraz show-businessu. Na Florydzie został promotorem Gene’a Austina, który był muzykiem country. Po tym, jak się rozstali, Parker pracował jako hycel, założył też jeden z pierwszych cmentarzy dla zwierząt. Część zarobionych na tym interesie pieniędzy wysłał rodzinie w Holandii.

#### Prawdziwe miejsce urodzenia
Kiedy sława Presleya wzrosła, ludzie zaczęli interesować się również Parkerem. Przez długi czas kłamał na temat swojego pochodzenia, twierdząc, że urodził się w Huntington w Zachodniej Wirginii i jako dziecko uciekł z domu, by dołączyć do swojego wujka w cyrku. Prawda o jego rzeczywistym pochodzeniu wyszła na jaw, kiedy jego rodzina z Holandii rozpoznała go stojącego razem z Elvisem na fotografiach. Przypuszczenia te potwierdziły się w 1982, kiedy Parker próbował oddalić sprawę sądową o potwierdzenie swojego holenderskiego obywatelstwa.
Prawdziwym miejscem urodzenia Parkera jest Breda w Holandii. Będąc w USA, nigdy nie wypierał się swojego holenderskiego pochodzenia (podawał jedynie fałszywe miejsce urodzenia), ale też nigdy się nim nie chwalił. Fani Presleya spekulowali, że powodem, dla którego ich idol nigdy nie występował za granicą, pomimo bardzo lukratywnych propozycji, mogła być obawa Parkera przed nieotrzymaniem amerykańskiego paszportu. Obawiał się też złożenia wniosku, za który mógłby zostać nawet deportowany jako nielegalny imigrant, chociaż jako weteran armii amerykańskiej i współmałżonek amerykańskiej obywatelki, był objęty amnestią i miał prawo do ubiegania się o obywatelstwo.

### Początki kariery
Zwrot w dotychczasowym życiu Parkera nastąpił w 1943, kiedy to do Tampy na Florydzie przybył jeden z menadżerów wytwórni MGM w poszukiwaniu zwierząt do filmu wojennego. Nawiązał współpracę z Parkerem, którego bez reszty oczarowała praca w show-businessie. Dlatego postanowił powrócić do pracy promotora. Miał już w tym pewne doświadczenie, które zdobył, współpracując z Gene’em Austinem.
Wkrótce po tym jego działania dostrzegło wydawnictwo Acuff – Rose, które chciało go zatrudnić, jednak Parker się nie zgodził, gdyż nie chciał opuszczać Tampy. Pierwszym artystą, z którego Parker zrobił gwiazdę, był muzyk country Eddy Arnold. Wiele jego piosenek szybko znalazło się na pierwszych miejscach list przebojów. Ten sukces otworzył przed „Pułkownikiem” drzwi do największych i najlepszych wydawnictw muzycznych w USA, takich jak: RCA Records, Hill & Range, czy William Morris Agency. Kontakty z nimi przydały mu się w późniejszym rozwoju kariery Elvisa. W 1953 rozstał się z Arnoldem, a rok później został głównym menadżerem przedsiębiorstwa Hank Snow Attractions. To właśnie jeden z jej pracowników jako pierwszy dostrzegł nikomu nieznanego, ale bardzo utalentowanego chłopaka – Elvisa Presleya. Kiedy tylko Parker się o nim dowiedział, postanowił jak najszybciej podpisać z nim kontrakt.

### Współpraca z Elvisem

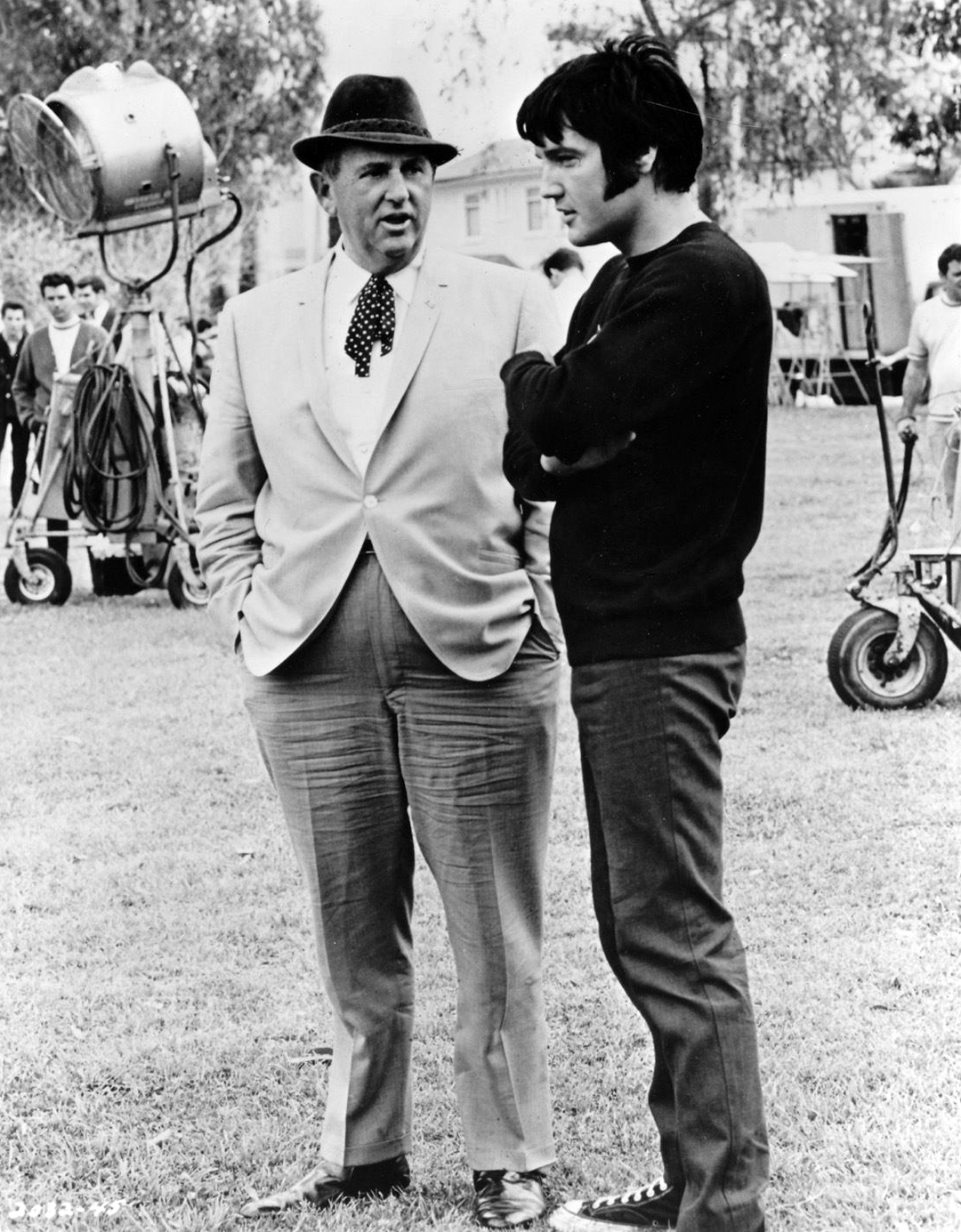
Parker i Elvis Presley na planie filmowym (1969)

18 sierpnia 1955 Parker oficjalnie został menadżerem Presleya. Zanim jednak podpisał z nim umowę, musiał uzyskać zgodę jego rodziców, gdyż Presley był jeszcze wtedy nieletni. O ile ojciec Elvisa był zachwycony „Pułkownikiem”, o tyle matka miała pewne wątpliwości, które jednak z pomocą muzyka Hanka Snowa udało mu się rozwiać. Parker szybko zrozumiał, że prowincjonalna wytwórnia Sun Records, z którą Presley był związany, nie pomoże mu zdobyć większej sławy, więc już w listopadzie przekonał RCA Records do wykupu Elvisa od Sun Records za 40 tys. dolarów.
10 stycznia 1956 w studiu nagraniowym w Nashville Presley nagrał pierwsze piosenki dla nowej wytwórni. Jedna z nich, „Heartbreak Hotel” wydana jako singiel, niedługo potem stała się światowym hitem, a jej wykonawca – nową gwiazdą. Parker do końca życia Presleya pozostał jego menadżerem. Dbał o rozgłos i zapewniał mu dochodowe kontrakty, ale każdą biznesową decyzję podejmował instrumentalnie, kierując się jak największym zyskiem. Za wielkie pieniądze udzielał zezwoleń na wszystko, co wiązało się z jego klientem. Kiedy Elvisa powołano do wojska, Parker dostrzegł zagrożenia wynikające z jego dwuletniej nieobecności, w tym m.in. silną konkurencję w postaci innych wykonawców rock’n’rollowych. Wydawał więc niepublikowane nagrania w formie singli bądź kompilacyjnych albumów, które wyciągał z archiwum wytwórni. Oprócz tego do kupienia była cała masa gadżetów związanych z Elvisem, dzięki czemu był on cały czas obecny w umysłach potencjalnych odbiorców.
Po powrocie Presleya z wojska w 1960 chciał zmienić jego dotychczasowy wizerunek buntownika. Postanowił zrobić z niego aktora, podjął więc decyzję o wstrzymaniu koncertów i ograniczeniu sesji nagraniowych – po to, by Elvis mógł rozpocząć karierę filmową, którą kontynuował w latach 1960–1969. Dla konta bankowego Parkera był to dochodowy okres, ale dla wielu krytyków i fanów była to bankrutująca jakość muzyki Presleya. Biografowie twierdzą, że Parker był uzależniony od hazardu i potrzebował ciągle gotówki, dlatego chciał, by Presley regularnie grał w filmach.
Pod koniec lat 60. Parker zdał sobie sprawę, że czas filmowych musicali Presleya się kończy, więc postanowił przygotować jego wielki powrót na estradę. W 1968 dzięki nowej sesji nagraniowej i telewizyjnemu występowi w programie Elvis Presley ’68 Comeback Special artysta odzyskał swoją muzyczną reputację. Po emisji programu Parker zapowiedział, że jego klient powróci do występów na żywo, włączając w to także serię krótkich tournée po USA i wiele dochodowych kontraktów w Las Vegas. Po tych sukcesach Parker podpisał kontrakt z Hotelem International, co gwarantowało, że Presley przez czterotygodniowy okres trwania umowy będzie otrzymywał 125 tys. dolarów tygodniowo. W tym czasie doszło do tego, że Parker i Presley zgodzili się zawrzeć „spółkę” i dzielić zyskami pół na pół, co było niezwykle korzystne dla menadżera. Ponadto Parker zaczął zajmować się też innymi rzeczami niezwiązanymi z muzyką, co spowodowało, że zarabiał więcej od Presleya.
W 1973 sprzedał wszystkie dotychczasowe nagrania Presleya wytwórni RCA, za co otrzymał 15 mln dol., a Elvis – 5 mln dol.

### Po śmierci Elvisa
Po śmierci Presleya w 1977 Parker uwikłał się w spory prawne (o posiadłość) z byłą żoną piosenkarza, która zarzucała mu przyczynienie się do śmierci Elvisa, przez częste podsuwanie mu coraz większej ilości różnych pigułek. 
W 1983 Parker zgodził się sprzedać niektóre z najlepszych nagrań Presleya wytwórni RCA za 2 mln dol. i odstąpił od roszczeń do posiadłości. Wcześniej w 1980 przeniósł się do Las Vegas i pracował jako „doradca ds. rozrywki” w hotelach Hilton. 
Spór o dom Presleya nie zakończył jego związków z królem rock and rolla. Później Parker pojawiał się jeszcze na wielu uroczystościach i wydarzeniach z nim związanych, takich jak np. dziesiąta rocznica śmierci piosenkarza czy wydanie w 1993 przez pocztę amerykańską znaczków z podobizną Elvisa.

## Życie prywatne
W 1935 poznał Marie Mott, dwukrotną rozwódkę z synem. Wkrótce potem zostali małżeństwem. 
W 1993 reżyser telewizyjny Jorrit van der Kooi spotkał się z „Pułkownikiem” w Las Vegas, gdzie miał okazję porozmawiać z nim w języku holenderskim i nagrać film dokumentalny pt Looking for Colonel Parker. Parker dowiedział się też wtedy, że jego siostra Adriana umarła kilka lat wcześniej.
Zmarł z powodu udaru 21 stycznia 1997 w Las Vegas w wieku 87 lat.